# Gateway (Alaska)
Pour les articles homonymes, voir Gateway.
Gateway est une ville d'Alaska aux États-Unis dans le Borough de Matanuska-Susitna. Elle fait partie de la zone statistique métropolitaine d'Anchorage et avait une population de 2 952 habitants en 2000.
Elle est située au sud-ouest de Palmer près de la Glenn Highway qu'elle rejoint par la route Trunk et la Palmer-Wasilla Highway. Elle est considérée comme une banlieue de Palmer.
Les températures moyennes y sont de −16 °C à −6 °C en janvier et de 7 °C à 19 °C en juillet.
La plupart des habitants travaillent à Palmer, Anchorage ou Wasilla ou pratiquent des activités commerciales et de service localement.

## Sources et références
- (en) CIS

- (en) Cet article est partiellement ou en totalité issu de l’article de Wikipédia en anglais intitulé « Gateway, Alaska » (voir la liste des auteurs).